# Charles Pepys, 1. Earl of Cottenham

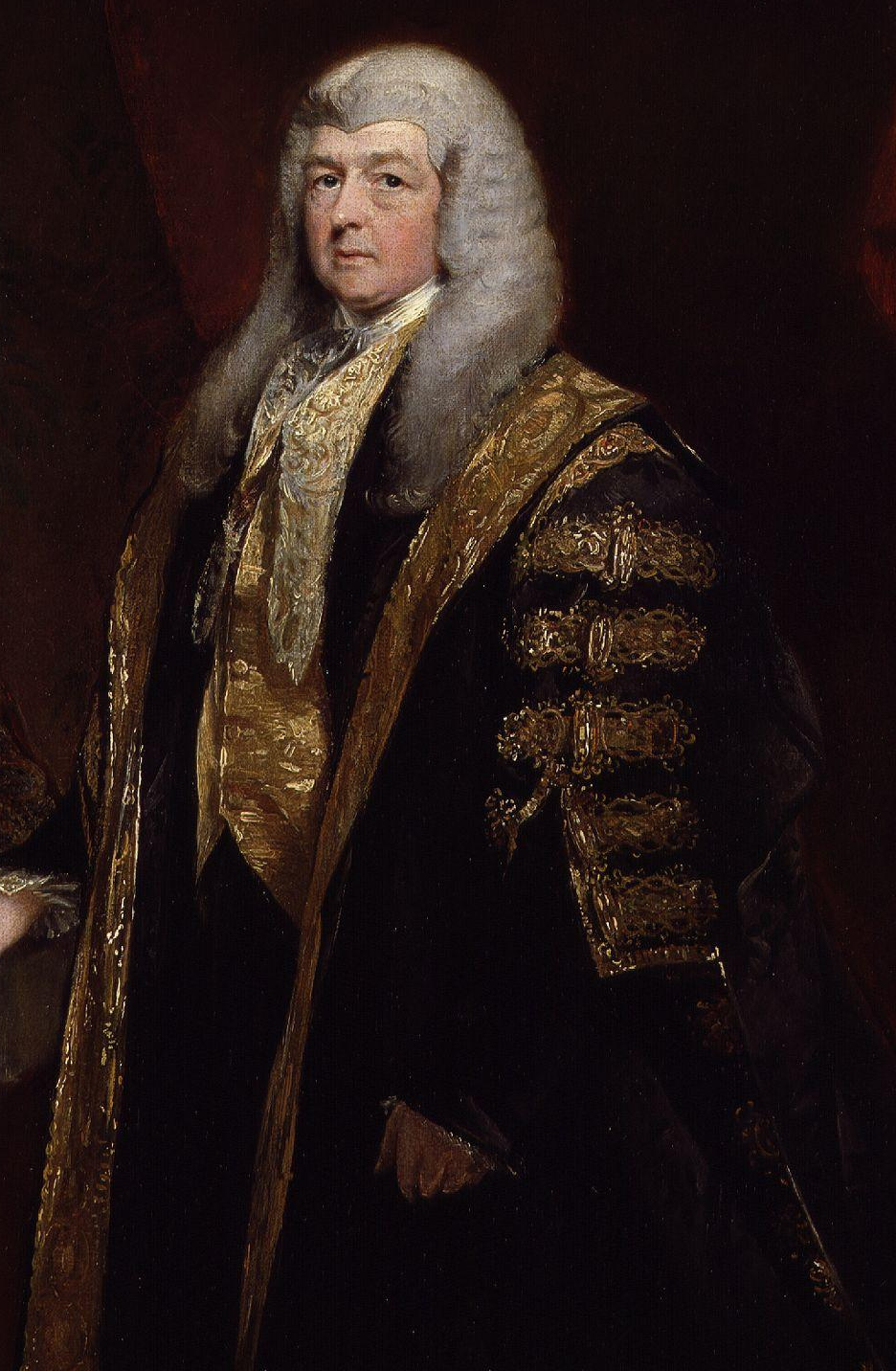
Charles Pepys, 1. Earl of Cottenham (Gemälde von Charles Robert Leslie)

Charles Christopher Pepys, 1. Earl of Cottenham PC KC (* 29. April 1781 in der Wimpole Street, London; † 29. April 1851 in Pietra Santa, Lucca, Italien) war ein britischer Jurist und Politiker der Whigs sowie später der Liberal Party, der mehrere Jahre Abgeordneter des House of Commons sowie zwischen 1836 und 1841 sowie erneut zwischen 1846 und 1850 zwei Mal Lordkanzler war.

## Leben

### Rechtsanwalt und Unterhausabgeordneter
Charles Pepys war der zweite Sohn des Juristen Sir William Weller Pepys, 1. Baronet (1741–1825), aus dessen Ehe mit Elizabeth Dowdeswell († 1830), Tochter des Schatzkanzlers William Dowdeswell. Er absolvierte nach der Schulausbildung an der Harrow School ein Studium der Rechtswissenschaften am Trinity College der University of Cambridge, das er 1803 mit einem Bachelor of Laws (LL.B.) abschloss. Nach seiner anwaltlichen Zulassung bei der Anwaltskammer (Inns of Court) von Lincoln’s Inn nahm er 1804 eine Tätigkeit als Barrister auf. Für seine anwaltlichen Verdienste wurde er 1826 zum Kronanwalt (King’s Counsel) ernannt.
1830 übernahm er das Amt als Solicitor General von Adelheid von Sachsen-Meiningen (Queen Adelaide), deren Wilhelm IV. 1830 neuer König wurde. Das Amt des ersten Rechtsberaters der neuen Königin bekleidete er zwei Jahre lang bis 1830.
Als Kandidat der liberalen Whigs wurde Pepys am 14. Juli 1831 erstmals zum Abgeordneten in das House of Commons gewählt und vertrat dort zunächst bis zum 6. Oktober 1831 das Borough Higham Ferrers in Northamptonshire. Am 10. Dezember 1831 wurde er wieder zum Abgeordneten in das Unterhaus gewählt und vertrat jetzt bis zum 20. Januar 1836 das Borough Malton im North Riding of Yorkshire.

### Solicitor General und Master of the Rolls
Im Februar 1834 wurde er von Premierminister Charles Grey, 2. Earl Grey als Nachfolger von John Campbell zum Solicitor General von England und Wales ernannt und war als solcher bis zu seiner Ablösung durch Robert Rolfe im September 1834 Stellvertreter des Attorney General und damit einer der wichtigsten Berater der Krone und der Regierung. Zugleich wurde er am 26. Februar 1834 zum Knight Bachelor geschlagen und führte fortan das Prädikat „Sir“.
Im Anschluss übernahm Pepys im September 1834 von John Leach das Amt des Master of the Rolls und bekleidete damit nach dem Lord Chief Justice of England and Wales das zweithöchste Richteramt im englischen Rechtssystem. Als Master of the Rolls saß er bis zu seiner Ablösung durch Henry Bickersteth, 1. Baron Langdale bis Januar 1836 dem Zivilsenat des Berufungsgerichtshofs von England und Wales Court of Appeal vor. Des Weiteren wurde er am 1. Oktober 1834 Mitglied des Privy Council und übernahm zum 23. April 1835 das Amt eines Lord High Commissioner of the Great Seal und übernahm damit neben Lancelot Shadwell und John Bosanquet kommissarisch die Funktion des Lord Keeper of the Great Seal.

### Lordkanzler und Oberhausmitglied
Am 16. Januar 1836 wurde Pepys von Premierminister William Lamb, 2. Viscount Melbourne zum Lordkanzler (Lord High Chancellor) in dessen Kabinett berufen und damit zum Nachfolger von John Singleton Copley, 1. Baron Lyndhurst. Das Amt des Lordkanzlers bekleidete er bis zum Ende der Amtszeit von Premierminister Viscount Melbourne am 30. August 1841 und wurde danach am 3. September 1841 wieder von Baron Lyndhurst abgelöst.
Wenige Tage nach der Ernennung zum Lordkanzler wurde Pepys durch ein Letters Patent vom 20. Januar 1836 als Hereditary Peer mit dem Titel Baron Cottenham, of Cottenham in the County of Cambridge erhoben und gehörte damit bis zu seinem Tod dem House of Lords an. Am 5. Oktober 1845 erbte er zudem von seinem älteren und kinderlos verstorbenen Bruder William Weller Pepys die am 23. Juni 1801 an seinen Vater verliehene Würde als 3. Baronet, of Wimpole Street.
Premierminister John Russell ernannte ihn am 6. Juli 1846 als Nachfolger von Baron Lyndhurst abermals zum Lordkanzler. Er bekleidete dieses Amt fast vier Jahre lang bis zum 19. Juni 1850 und wurde dann von Thomas Wilde, 1. Baron Truro abgelöst. Während dieser Zeit erbte er am 9. Dezember 1849 von seinem Cousin John Leslie die am 22. Januar 1784 verliehene Würde des 4. Baronet, of Upper Brook Street.
Kurz vor Beendigung seiner zweiten Amtszeit als Lordkanzler wurde Pepys, dem auch ein Ehren-Doktortitel als Doctor of Civil Law (Hon. D.C.L.) verliehen wurde, durch ein Letters Patent vom 11. Juni 1849 zum Earl of Cottenham, in the County of Cambridge mit dem nachgeordneten Titel Viscount Crowhurst, of Crowhurst in the County of Surrey erhoben.
Aus seiner am 30. Juni 1821 geschlossenen Ehe mit Caroline Elizabeth Wingfield, einer Tochter des ehemaligen Unterhausabgeordneten William Wingfield-Baker gingen acht Kinder hervor, darunter der älteste Sohn Charles Edward Pepys, der nach seinem Tod den Titel als 2. Earl of Cottenham sowie die nachgeordneten Titel erbte. Nach dessen Tod am 18. Februar 1863 wurde William John Pepys, der zweitälteste Sohn von Charles Christopher Pepys, Erbe des Titels als 3. Earl of Cottenham sowie der nachgeordneten Titel.
Nach seinem Tod in Italien wurde Pepys in Totteridge, Hertfordshire, beigesetzt.